# Малік Бушаті
Малік Бушаті (8 лютого 1880, Шкодер — 20 лютого 1946) — прем'єр-міністр Албанії у часи італійської окупації країні, з 13 лютого до 12 травня 1943 року.